# Municipio de Summit (condado de Decatur)
El municipio de Summit (en inglés: Summit Township) es un municipio ubicado en el condado de Decatur en el estado estadounidense de Kansas. En el año 2010 tenía una población de 13 habitantes y una densidad poblacional de 0,14 personas por km².

## Geografía
El municipio de Summit se encuentra ubicado en las coordenadas 39°41′27″N 100°34′37″O / 39.69083, -100.57694. Según la Oficina del Censo de los Estados Unidos, el municipio tiene una superficie total de 92.93 km², de la cual 92,85 km² corresponden a tierra firme y (0,09 %) 0,08 km² es agua.

## Demografía
Según el censo de 2010, había 13 personas residiendo en el municipio de Summit. La densidad de población era de 0,14 hab./km². De los 13 habitantes, el municipio de Summit estaba compuesto por el 100 % blancos. Del total de la población el 0 % eran hispanos o latinos de cualquier raza.